# Deividas Labanavičius
Deividas Labanavičius (* 18. September 1984 in Panevėžys) ist ein litauischer linker Politiker, Mitglied des Seimas, ehemaliger Vizebürgermeister der Stadtgemeinde Panevėžys.

## Leben
Nach dem Abitur 2004 an der Šaltinio-Mittelschule schloss Deividas Labanavičius von 2004 bis 2008 das Bachelorstudium Internation Business und von 2008 bis 2010 das Masterstudium der Unternehmensführung am Panevėžys-Institut der Technischen Universität Kaunas.
Von 2008 bis 2016 war er Administrator in der Bank SEB bankas AB, von 2016 bis 2017  Berater des Bürgermeisters und von 2019 bis 2020 stellvertretender Bürgermeister  der Stadtgemeinde Panevėžys. Von 2017 bis 2019 arbeitete er als Gehilfe und Sekretär der Seimas-Mitglieder Ramūnas Karbauskis und Juozas Rimkus.  Im Herbst 2020 wurde er zum Mitglied des Seimas der Republik Litauen. Er ist Mitglied des Wirtschaftsausschusses. Davor war er Mitglied des Auditausschusses.
Er ist Mitglied der Partei LVŽS.